# We Love
We Love е поп песен, написана от Alexander Gernert, Manuel Loyo, Alexander Hahn и Alexander Krause за германското поп трио Монроуз. Съпродуценти на песента са Marc Mozart и Alexander Hahn, като се очаква тя да бъде издадена на 20 март 2008 година. Видеото към песента е заснето през февруари 2008 по ProSieben.